# Dicranoptycha laevis
Dicranoptycha laevis là một loài ruồi trong họ Limoniidae. Chúng phân bố ở miền Tân bắc.